# Olga Nikolajewna Schtscherbakowa
Olga Nikolajewna Schtscherbakowa (russisch Ольга Николаевна Щербакова; * 19. Februar 1959) ist eine sowjetisch-russische Architektin und Stadtplanerin.

## Leben
Schtscherbakowa studierte in Nowokusnezk am Sibirischen Metallurgischen Ordschonikidse-Institut in der Fachrichtung Industrie- und Zivilbau mit Abschluss 1979 als Bauingenieurin.
1991 nach dem Zerfall der Sowjetunion wurde Schtscherbakowa in Matwejew Kurgan Chefarchitektin der Rajon-Verwaltung.
2001 wurde Schtscherbakowa in Taganrog Vizevorsitzende des Komitees für Architektur und Stadtplanung. 2012–2013 war sie Architektin in der Taganroger Bauprojektierungsfirma SAO Priasowski Stroitelny Zentr.
2013 wurde Schtscherbakowa Vorsitzende des Komitees für Architektur und Stadtplanung und Chefarchitektin von Taganrog und blieb es bis 2016. Sie schlug den Bau eines neuen Gebäudes für das 2013 abgerissene historische Tschechow-Gymnasium auf dem Platz eines Wanderzirkus am zentralen Markt vor. Nachdem jahrelang erfolglos nach einem Ort für die Stele Stadt des militärischen Ruhms gesucht worden war, machte Schtscherbakowa den radikalen Vorschlag, die Stele vor dem Eingang des Gebäudes der Stadtverwaltung Taganrogs aufzustellen. 2016 stellte Schtscherbakowa neue Regeln für die Bebauung Taganrogs vor, die von der Staatsanwaltschaft und der Öffentlichkeit wegen der Begünstigung der kommerziellen Bebauung kritisiert wurden.